# Mark King
Mark King, född 28 mars 1974, är en engelsk professionell snookerspelare.
King blev professionell 1991, och avancerade stadigt på rankingen. 1997 nådde han sin dittills största framgång, då han gick till final i rankingturneringen Welsh Open, och säsongen därpå slog han sig in bland topp-16 på världsrankingen. Sammanlagt har han tillbringat sex säsonger bland topp-16. Dock har han ännu inte lyckats vinna någon professionell turnering, det närmaste han har kommit förutom finalplatsen i Welsh Open, var ytterligare en finalplats, i Irish Masters 2004.
Efter VM 2004 mötte King den australiske snookerspelaren Quinten Hann i en boxningsmatch. King hade antagit utmaningen i sin vän och snookerkollega Andy Hicks' ställe, efter att denne och Hann förolämpat varandra verbalt i en match under VM, som Hicks vann. Hann vann dock boxningsmatchen.
Mark King innehar, tillsammans med Stephen Maguire, rekordet för det längsta frame som någonsin spelats i The Crucible, 1 timme, 14 minuter och 58 sekunder. Detta inträffade i deras match i andra omgången i VM 2009. Ett annat, mindre smickrande rekord som King innehar, är i kategorin "Lägsta antalet gjorda poäng i en TV-sänd match". King åstadkom bara sammanlagt 11 poäng i en förlustmatch mot John Higgins i Grand Prix 1997.